# Elecciones parlamentarias de Cabo Verde de 1995
Las elecciones parlamentarias de Cabo Verde de 1995 tuvieron lugar el 17 de diciembre del mencionado año con el objetivo de elegir a los 72 escaños de la Asamblea Nacional, que ejercería su mandato por el período 1996-2001. Fueron las quintas elecciones parlamentarias nacionales desde la independencia, y las segundas desde la instauración de la democracia multipartidista. Fueron también las primeras elecciones bajo la constitución de septiembre de 1992 y la ley electoral de 1994. El legislativo se redujo de 79 escaños a 72, y se amplió la representación para los caboverdianos residentes en el extranjero.
El gobernante Movimiento para la Democracia (MpD), del primer ministro Carlos Veiga, que había ganado abrumadoramente las anteriores elecciones ante el socialista Partido Africano de la Independencia de Cabo Verde (PAICV), gozaba de una elevada popularidad ante el público por las medidas de liberalización económica y la instauración de una democracia liberal en Cabo Verde. Sin embargo, había sufrido una escisión con la fundación del Partido de la Convergencia Democrática (PCD), encabezado por el diputado Eurico Monteiro, que abandonó el MpD luego de un escándalo de corrupción ligado a la embajada caboverdiana en Lisboa a mediados de 1993 y una nueva controversia en torno a las elecciones internas partidarias de 1994. Otros dos partidos se inscribieron para competir: la Unión Caboverdiana Independiente y Democrática (UCID), y un partido escindido de la UCID, el Partido Social Demócrata (PSD).
A pesar del aumento de partidos en pugna y de la crisis interna del oficialismo, la competencia política continuó siendo profundamente bipartidista. El MpD obtuvo una nueva victoria aplastate, con el 61,29% de los votos, y 50 de los 72 escaños, garantizándose nuevamente una mayoría absoluta de dos tercios y un segundo mandato para Carlos Veiga como primer ministro. Mientras que el PAICV, liderado por Pedro Pires, fracasó en su objetivo general de privar al oficialismo de esta mayoría, obtuvo 21 escaños con el 29,75% de los sufragios, y continuó siendo la única alternativa viable al gobierno. A pesar de no obtener el resultado esperado, el PCD consiguió ingresar al legislativo ocupando el escaño restante, recibiendo un 6,71% de las preferencias. La UCID y el PSD no consiguieron bancas. La participación fue más alta que en la elección anterior, del 76,52% del electorado registrado.
El PAICV acusó al MpD de haber "comprado votos" durante la campaña, pero de todas formas reconoció el resultado. En las elecciones presidenciales que siguieron en 1996, todos los partidos se abstuvieron en favor del presidente en ejercicio, António Mascarenhas Monteiro, del MpD, obteniendo este su reelección sin oposición.

## Antecedentes
Las primeras elecciones libres de Cabo Verde en 1991 condujeron a una aplastante victoria del Movimiento para la Democracia (MpD) que obtuvo una mayoría parlamentaria de dos tercios y, posteriormente, la presidencia de la República con António Mascarenhas Monteiro como candidato. Carlos Veiga se convirtió en primer ministro. El Partido Africano de la Independencia de Cabo Verde (PAICV), que había gobernado como partido único desde la independencia en 1975, se convirtió en la principal fuerza de la oposición, pero de todas formas se encontraba muy desgastado por su derrota. En diciembre del mismo año tuvieron lugar elecciones municipales, nuevamente triunfando el MpD, aunque con un margen un poco menor ante el surgimiento de "Grupos Independientes", que derrotaron al bipartidismo naciente en varios municipios. El PAICV, con solo dos municipios bajo su control y menos de un cuarto de los votos, inició un proceso de modernización, buscando una membresía consultiva en la Internacional Socialista en 1992.
El primer mandato de Veiga como primer ministro se caracterizó por ser un período de «definición política» para el nuevo partido de gobierno. El MpD se había fundado originalmente como una fuerza política demócrata cristiana y políticamente liberal. Sin embargo, bajo el nuevo gobierno, Veiga implementó políticas económicas neoliberales, que provocaron cierto rechazo del ala más izquierdista del partido, que consideraba que el MpD se estaba distanciando de sus objetivos originales. A mediados de 1993, un escándalo de corrupción en la embajada de Cabo Verde en Lisboa, Portugal, conocido como «Caso del Embajador Estrella» y un supuesto intento de amnistía a los implicados por parte de Veiga y Monteiro, sacudió la opinión pública caboverdiana y provocó un intenso debate dentro del partido mismo. A finales de ese año, el diputado por Praia Eurico Monteiro desafió a Veiga por el liderazgo del MpD de cara a los comicios internos de febrero de 1994. Veiga denunció que un gran sector del MpD buscaba «colaborar diariamente» con la oposición para desestabilizar al gobierno. Las supuesta irregularidades en torno a la elección interna llevaron a que Monteiro y su facción se retiraran de la competencia, se separaran formalmente del MpD y fundaran el Partido de la Convergencia Democrática (PCD), que buscó disputar las elecciones parlamentarias de diciembre de 1995 y presentó candidaturas en todo el país.
Otros dos partidos presentaron candiaturas en estas elecciones: la conservadora cristiana Unión Caboverdiana Independiente y Democrática (UCID), que se había fundado en el exilio en 1978 (declarando hasta la legalización de los partidos opositores ser la única oposición real al gobierno del PAICV), no había podido registrarse a tiempo para las primeras elecciones multipartidistas, pero en 1993 logró finalmente resolver su situación legal y presentarse a elecciones, con Celso Celestino como presidente. Sin embargo, un conflicto interno por el liderazgo después de las elecciones de 1991 motivó que la UCID también enfrentara una escisión, fundándose el Partido Social Demócrata (PSD), con João Beyond como presidente, en 1992. Tanto la UCID como el PSD, de orientación conservadora, presentaron candidaturas solo en algunos distritos, a diferencia de los otros tres partidos.

## Reglas electorales

### Sistema electoral
Las elecciones se realizaron bajo la Constitución del 6 de septiembre de 1992, y la Ley Electoral del 30 de diciembre de 1994. La misma establecía una Asamblea Nacional unicameral con 72 escaños, elegidos mediante escrutinio proporcional plurinominal con listas cerradas. El país se dividió en dieciséis circunscripciones con entre dos y trece escaños cada una, dando un total de 66 escaños de representación nacional. Los otros seis pertenecen a tres circunscripciones diseñadas para representar a la población caboverdiana residente en el extranjero, con dos escaños cada una, existiendo una circunscripción en América, África, y Europa y el resto del mundo.
Los residentes que podrían registrarse para votar debían ser ciudadanos caboverdianos que tuvieran dieciocho años edad, y no estuvieran bajo tutela especial, se consideraran mentalmente enfermos o estuvieran encarcelados con una condena penal. Los mismos requisitos se requerían para presentar una candidatura, sin diferencias en cuanto a la ciudadanía.

### Cargos por circunscripción
| Circunscripción | Circunscripción | Circunscripción         | Diputados |
| --------------- | --------------- | ----------------------- | --------- |
| 1.ª             | Boavista        | Boavista                | 2         |
| 2.ª             | Brava           | Brava                   | 2         |
| 3.ª             | Maio            | Maio                    | 2         |
| 4.ª             | Mosteiros       | Mosteiros               | 2         |
| 5.ª             | Paul            | Paul                    | 2         |
| 6.ª             | Porto Novo      | Porto Novo              | 3         |
| 7.ª             | Praia           | Praia                   | 13        |
| 8.ª             | Ribeira Grande  | Ribeira Grande          | 4         |
| 9.ª             | Sal             | Sal                     | 2         |
| 10.ª            | Santa Catarina  | Santa Catarina          | 7         |
| 11.ª            | Santa Cruz      | Santa Cruz              | 4         |
| 12.ª            | São Domingos    | São Domingos            | 2         |
| 13.ª            | São Filipe      | São Filipe              | 4         |
| 14.ª            | São Nicolau     | São Nicolau             | 2         |
| 15.ª            | São Vicente     | São Vicente             | 11        |
| 16.ª            | Tarrafal        | Tarrafal                | 4         |
| 17.ª            | Diáspora        | África                  | 2         |
| 18.ª            | Diáspora        | América                 | 2         |
| 19.ª            | Diáspora        | Europa e Resto do Mundo | 2         |

## Partidos participantes
| Partido | Partido                                            | Sigla | Líder           | Eslogan                      | Eslogan                     | Circunscripciones disputadas | Circunscripciones disputadas | Circunscripciones disputadas | Circunscripciones disputadas | Circunscripciones disputadas | Circunscripciones disputadas | Circunscripciones disputadas | Circunscripciones disputadas | Circunscripciones disputadas | Circunscripciones disputadas | Circunscripciones disputadas | Circunscripciones disputadas | Circunscripciones disputadas | Circunscripciones disputadas | Circunscripciones disputadas | Circunscripciones disputadas | Circunscripciones disputadas | Circunscripciones disputadas | Circunscripciones disputadas |
| Partido | Partido                                            | Sigla | Líder           | Portugués                    | Español                     | 1.ª                          | 2.ª                          | 3.ª                          | 4.ª                          | 5.ª                          | 6.ª                          | 7.ª                          | 8.ª                          | 9.ª                          | 10.ª                         | 11.ª                         | 12.ª                         | 13.ª                         | 14.ª                         | 15.ª                         | 16.ª                         | 17.ª                         | 18.ª                         | 19.ª                         |
| ------- | -------------------------------------------------- | ----- | --------------- | ---------------------------- | --------------------------- | ---------------------------- | ---------------------------- | ---------------------------- | ---------------------------- | ---------------------------- | ---------------------------- | ---------------------------- | ---------------------------- | ---------------------------- | ---------------------------- | ---------------------------- | ---------------------------- | ---------------------------- | ---------------------------- | ---------------------------- | ---------------------------- | ---------------------------- | ---------------------------- | ---------------------------- |
|         | Movimiento para la Democracia                      | MpD   | Carlos Veiga    | «Compromisso com Cabo Verde» | «Compromiso con Cabo Verde» | Sí                           | Sí                           | Sí                           | Sí                           | Sí                           | Sí                           | Sí                           | Sí                           | Sí                           | Sí                           | Sí                           | Sí                           | Sí                           | Sí                           | Sí                           | Sí                           | Sí                           | Sí                           | Sí                           |
|         | Partido Africano de la Independencia de Cabo Verde | PAICV | Aristides Lima  | «Para um País Vencedor»      | «Para un País Ganador»      | Sí                           | Sí                           | Sí                           | Sí                           | Sí                           | Sí                           | Sí                           | Sí                           | Sí                           | Sí                           | Sí                           | Sí                           | Sí                           | Sí                           | Sí                           | Sí                           | Sí                           | Sí                           | Sí                           |
|         | Partido de la Convergencia Democrática             | PCD   | Eurico Monteiro | «Mudar para Vencer»          | «Cambiar para Ganar»        | Sí                           | Sí                           | Sí                           | Sí                           | Sí                           | Sí                           | Sí                           | Sí                           | Sí                           | Sí                           | Sí                           | Sí                           | Sí                           | Sí                           | Sí                           | Sí                           | Sí                           | Sí                           | Sí                           |
|         | Unión Caboverdiana Independiente y Democrática     | UCID  | Celso Celestino |                              |                             | Sí                           | No                           | No                           | No                           | Sí                           | No                           | Sí                           | Sí                           | No                           | Sí                           | Sí                           | Sí                           | Sí                           | No                           | Sí                           | Sí                           | No                           | Sí                           | Sí                           |
|         | Partido Social Demócrata                           | PSD   | João Além       |                              |                             | No                           | No                           | No                           | No                           | No                           | No                           | Sí                           | No                           | No                           | Sí                           | Sí                           | Sí                           | Sí                           | No                           | Sí                           | Sí                           | No                           | No                           | No                           |

## Campaña
El oficialismo hizo campaña centrándose en defender su historial de gobierno, sobre todo su éxito en profundizar la transición al multipartidismo y la instauración de gobiernos locales autónomos, así como «un cumplimiento esencial» de las promesas con las cuales habían ganado las anteriores elecciones. Veiga consideró que el proceso de transición a la democracia era «dinámico y continuado» y que todavía no había finalizado, y afirmó que sus perspectivas electorales apuntaban a triunfar con una mayoría absoluta holgada, de más de 40 escaños. Al ser consultado en una entrevista sobre las posturas políticas de su partido, Veiga manifestó que el MpD defendía un modelo de libre mercado en el que el estado ejerciera «un papel organizador, pero no como actor directo». Sin embargo, rechazó la caracterización del MpD como «un partido liberal» y declaró que la gestión del partido en materia social era «más socialista que cualquier cosa que el PAICV haya hecho en quince años», con un aumento del acceso a la educación y la asistencia a personas de estratos desfavorecidos. Veiga no consideró al Partido de la Convergencia Democrática recién fundado como una verdadera amenaza, y estimó que aunque la arena política se modificaría con la presencia de terceros partidos, la competencia seguiría siendo esencialmente entre el MpD y el PAICV.
Por su parte, la principal fuerza de la oposición, el Partido Africano de la Independencia de Cabo Verde (PAICV), había enfrentado problemas internos después de la derrota sufrida en las elecciones de 1991 y estaba atravesando un proceso de transición de antiguo partido único del país a una formación con base en el socialismo democrático. En 1992 había logrado ingresar como miembro consultivo a la Internacional Socialista. El candidato a primer ministro del partido fue Aristides Lima, que ejercía como Secretario General desde la dimisión de Pedro Pires (el cual buscaba perfilar su candidatura presidencial para el año siguiente). De todas formas, Pires conservó el cargo de «presidente del partido», un liderazgo dual que dificultó una estrategia unificada. Lima declaró que el principal objetivo del PAICV de cara a las elecciones era «devolver a los caboverdianos la esperanza». El programa de gobierno del PAICV, adoptado en su VII Congreso en julio de 1995, reconocía como necesaria una economía de libre mercado pero garantizando medidas «de justicia social, con mayor inversión en el capital humano», criticando lo que consideraba un «liberalismo salvaje» evidenciado por la gestión del MpD. En el marco institucional, propuso «revalorizar» la figura del presidente de la República y reformar la ley electoral para permitir la participación de listas independientes en las elecciones legislativas en igualdad de condiciones con los partidos políticos, pues estas solo podían presentarse en el plano municipal.
El PCD, con Eurico Monteiro como candidato a primer ministro, centró sus críticas principalmente en cuestiones institucionales, sobre todo la corrupción y el manejo de la presidencia y el gabinete. Arnaldo Silva, diputado por Fogo elegido por el MpD y candidato independiente a la reelección dentro de una lista del PCD, señaló que «aunque tenemos un régimen democrático consagrado constitucionalmente, seguimos llevando las prácticas de un régimen de partido único». Acusó al presidente António Mascarenhas Monteiro de no ejercer sus amplios poderes constitucionales para contrarrestar al gobierno y estar subordinado al «presidencialismo de facto» ejercido por el primer ministro. El PCD también cuestionó las políticas económicas del gobierno, proponiendo dar más énfasis a cuestiones sociales.

## Resultados

### Resultado general
El oficialista Movimiento para la Democracia revalidó su mayoría absoluta de dos tercios en forma aplastante, con un 61,29% del voto popular y 50 de los 72 escaños parlamentarios en disputa. Se impuso en trece de las dieciséis circunscripciones electorales, manteniendo por abrumador margen su hegemonía en la región del Barlovento y logró ganar en la isla de Maio, donde había perdido en 1991. Sus mejores resultados fueron en Santo Antão, donde estuvo a menos de 300 votos de replicar su hazaña de las elecciones anteriores y obtener todos los escaños de la isla (el PAICV obtuvo un único escaño en la circunscripción de Porto Novo) y en el norte de la isla de Santiago (aunque también se impuso en los distritos del sur y en Praia, la capital). El Partido Africano de la Independencia de Cabo Verde, por su parte, repitió los malos resultados de la elección anterior, cayendo a un 29,75% de los votos y 21 escaños, mientras que se vio nuevamente restringido a sus bastiones en Fogo y Boavista, así como en las circunscripciones representativas de la diáspora de América y África. El resultado se atribuyó a la complicada situación interna del partido por el liderazgo dual de Pedro Pires y Aristides Lima, que dejó un terreno fértil para conflictos intrapartidarios.
Pese a la presencia de terceros partidos, con al menos una tercera lista en todas las circunscripciones, la competencia se mantuvo polarizada en un 91,04% entre el MpD y el PAICV, reforzando el sistema bipartidista establecido en los anteriores comicios. El Partido de la Convergencia Democrática con Eurico Monteiro a la cabeza no pudo superar el 10% de los votos en ninguna circunscripción de la propia Cabo Verde (aunque sí lo logró en el extranjero) y solo pudo garantizar la elección del propio Monteiro en Praia, con un 8,01% de las preferencias, convirtiéndose en el primer diputado no perteneciente a ninguno de los dos partidos principales. La Unión Caboverdiana Independiente y Democrática no obtuvo un buen resultado en su primera elección, con un 1,55% de los votos. Su mejor desempeño fue en las circunscripciones de la diáspora y en Ribeira Grande (Santo Antão) con un 3,55%. Esta permanece como la única elección hasta la fecha en la que la UCID no obtuvo ningún escaño y la última en la que su mejor desempeño no fue en la circunscripción de São Vicente. El Partido Social Demócrata logró 1.030 sufragios y se ubicó en último lugar. Sería la única vez que superaría los 1.000 votos y continuaría decreciendo en cada elección hasta 2021.
|  | 61.29 % |

|  | 29.75 % |

|  | 6.71 % |

|  | 1.55 % |

|  | 0.70 % |

|  | 95.73 % |

|  | 0.82 % |

|  | 3.45 % |

|  | 100.00 % |

|  | 76.52 % |

### Resultado por circunscripción
| Circunscripción | Circunscripción |        |        |      |        |        |      |        |        |      |       |        |      |       |       |      |
| Circunscripción | Circunscripción | Votos  | %      | Esc. | Votos  | %      | Esc. | Votos  | %      | Esc. | Votos | %      | Esc. | Votos | %     | Esc. |
| --------------- | --------------- | ------ | ------ | ---- | ------ | ------ | ---- | ------ | ------ | ---- | ----- | ------ | ---- | ----- | ----- | ---- |
| Boa Vista       | 2               | 678    | 39,70% | 1    | 902    | 52,81% | 1    | 101    | 5,91%  | 0    | 27    | 1,58%  | 0    | –     | –     | –    |
| Brava           | 2               | 1.652  | 58,98% | 1    | 997    | 35,59% | 1    | 152    | 5,43%  | 0    | –     | –      | –    | –     | –     | –    |
| Maio            | 2               | 1.167  | 53,82% | 1    | 801    | 36,92% | 1    | 201    | 9,26%  | 0    | –     | –      | –    | –     | –     | –    |
| Mosteiros       | 2               | 1.492  | 44,57% | 1    | 1.763  | 52,65% | 1    | 93     | 2,78%  | 0    | –     | –      | –    | –     | –     | –    |
| Paul            | 2               | 2.276  | 68,24% | 2    | 915    | 27,44% | 0    | 83     | 2,49%  | 0    | 61    | 1,85%  | 0    | –     | –     | –    |
| Porto Novo      | 3               | 4.462  | 69,64% | 2    | 1.584  | 24,73% | 1    | 361    | 5,63%  | 0    | –     | –      | –    | –     | –     | –    |
| Praia           | 13              | 19.484 | 58,43% | 8    | 10.870 | 32,61% | 4    | 2.670  | 8,01%  | 1    | 211   | 0,63%  | 0    | 107   | 0,32% | 0    |
| Ribeira Grande  | 4               | 6.490  | 74,05% | 4    | 1.408  | 16,07% | 0    | 590    | 6,73%  | 0    | 276   | 3,15%  | 0    | –     | –     | –    |
| Sal             | 2               | 2.252  | 53,43% | 1    | 1.741  | 41,30% | 1    | 222    | 5,27%  | 0    | –     | –      | –    | –     | –     | –    |
| Santa Catarina  | 7               | 9.803  | 70,32% | 6    | 2.509  | 17,99% | 1    | 1.016  | 7,29%  | 0    | 197   | 1,42%  | 0    | 414   | 2,98% | 0    |
| Santa Cruz      | 4               | 7.142  | 72,14% | 4    | 1.664  | 16,82% | 0    | 685    | 6,91%  | 0    | 118   | 1,21%  | 0    | 290   | 2,92% | 0    |
| São Domingos    | 2               | 3.666  | 75,43% | 2    | 859    | 17,67% | 0    | 222    | 4,57%  | 0    | 93    | 1,91%  | 0    | 20    | 0,41% | 0    |
| São Filipe      | 4               | 3.096  | 31,60% | 1    | 5.685  | 58,03% | 3    | 917    | 9,36%  | 0    | 59    | 0,60%  | 0    | 39    | 0,40% | 0    |
| São Nicolau     | 2               | 4.160  | 71,98% | 2    | 1.466  | 25,37% | 0    | 153    | 2,65%  | 0    | –     | –      | –    | –     | –     | –    |
| São Vicente     | 11              | 15.876 | 64,93% | 8    | 6.511  | 26,63% | 3    | 1.245  | 5,09%  | 0    | 703   | 2,88%  | 0    | 115   | 0,47% | 0    |
| Tarrafal        | 4               | 6.264  | 71,05% | 3    | 1.771  | 20,09% | 1    | 584    | 6,62%  | 0    | 152   | 1,72%  | 0    | 45    | 0,51% | 0    |
| África          | 2               | 1.208  | 42,67% | 1    | 1.280  | 45,21% | 1    | 343    | 12,12% | 0    | –     | –      | –    | –     | –     | –    |
| América         | 2               | 1.094  | 33,64% | 1    | 1.771  | 50,77% | 1    | 280    | 8,61%  | 0    | 227   | 6,98%  | 0    | –     | –     | –    |
| Europa          | 2               | 987    | 40,93% | 1    | 886    | 36,74% | 1    | 293    | 12,17% | 0    | 254   | 10,16% | 0    | –     | –     | –    |
| Total           | 72              | 93.249 | 61,29% | 50   | 45.263 | 29,75% | 21   | 10.211 | 6,71%  | 1    | 2.369 | 1,55%  | 0    | 1.030 | 0,70% | 0    |

### Diputados electos
| Distrito electoral    | Distrito electoral | Partido | Partido | Miembro                                         |
| --------------------- | ------------------ | ------- | ------- | ----------------------------------------------- |
| Boavista              | Boavista           |         | PAICV   | Eutrópio Lima da Cruz                           |
| Boavista              | Boavista           |         | MpD     | Pericles Africano Lima Barros                   |
| Brava                 | Brava              |         | MpD     | José António Pinto Monteiro                     |
| Brava                 | Brava              |         | PAICV   | Carlos Burgo                                    |
| Maio                  | Maio               |         | MpD     | Adalberto Higinio Tavares Silva                 |
| Maio                  | Maio               |         | PAICV   | Maria Guilhermina T. M. Tavares                 |
| Mosteiros             | Mosteiros          |         | PAICV   | Sidónio F. L. Monteiro                          |
| Mosteiros             | Mosteiros          |         | MpD     | Ondina Maria Fonseca Rodrigues Ferreira         |
| Paul                  | Paul               |         | MpD     | Júlio Augusto Pires Almeida                     |
| Paul                  | Paul               |         | MpD     | Orlanda Maria Duarte Santos Ferreira            |
| Porto Novo            | Porto Novo         |         | MpD     | Carlos Alberto dos Reis                         |
| Porto Novo            | Porto Novo         |         | MpD     | Mário Alberto dos Reis Rodrigues                |
| Porto Novo            | Porto Novo         |         | PAICV   | Alberto Josefá Barbosa                          |
| Praia                 | Praia              |         | MpD     | Carlos Alberto Wahnon de Carvalho Veiga         |
| Praia                 | Praia              |         | MpD     | José António Mendes dos Reis                    |
| Praia                 | Praia              |         | MpD     | Maria Helena Noble de Morais Querido Semedo     |
| Praia                 | Praia              |         | MpD     | Agostinho António Lopes                         |
| Praia                 | Praia              |         | MpD     | José Tomás Wahnon de Carvalho Veiga             |
| Praia                 | Praia              |         | MpD     | José Teófilo Santos Silva                       |
| Praia                 | Praia              |         | MpD     | Maria Deolinda Delgado Monteiro                 |
| Praia                 | Praia              |         | MpD     | José Ulisses de Pina Correia e Silva            |
| Praia                 | Praia              |         | PAICV   | Aristides Raimundo Lima                         |
| Praia                 | Praia              |         | PAICV   | Felisberto Alves Vieira                         |
| Praia                 | Praia              |         | PAICV   | Dario Laval Dantas dos Reis                     |
| Praia                 | Praia              |         | PAICV   | Nuno de Santa Maria Martins Duarte              |
| Praia                 | Praia              |         | PCD     | Eurico Monteiro                                 |
| Ribeira Grande        | Ribeira Grande     |         | MpD     | António do Espíritu Santo Fonseca               |
| Ribeira Grande        | Ribeira Grande     |         | MpD     | António Vicente Lisboa Leite                    |
| Ribeira Grande        | Ribeira Grande     |         | MpD     | Francisco Silva Ramos                           |
| Ribeira Grande        | Ribeira Grande     |         | MpD     | Adilsa Maria Delgado                            |
| Sal                   | Sal                |         | MpD     | Daniel Spencer Brito                            |
| Sal                   | Sal                |         | PAICV   | Mario Peixão Lopes                              |
| Santa Catarina        | Santa Catarina     |         | MpD     | Mário Ramos Pereira Silva                       |
| Santa Catarina        | Santa Catarina     |         | MpD     | André Lopes Afonso                              |
| Santa Catarina        | Santa Catarina     |         | MpD     | Carlos Albertino Barreto de Carvalho Veiga      |
| Santa Catarina        | Santa Catarina     |         | MpD     | Francisco Fernandes Tavares                     |
| Santa Catarina        | Santa Catarina     |         | MpD     | Simão Gomes Monteiro                            |
| Santa Catarina        | Santa Catarina     |         | MpD     | Eugénio Estêvão da Rocha Vaz                    |
| Santa Catarina        | Santa Catarina     |         | PAICV   | José Maria Neves                                |
| Santa Cruz            | Santa Cruz         |         | MpD     | Orlando Pereira Dias                            |
| Santa Cruz            | Santa Cruz         |         | MpD     | António Costa Lima                              |
| Santa Cruz            | Santa Cruz         |         | MpD     | Filomeno Ortet Lopes Tavares                    |
| Santa Cruz            | Santa Cruz         |         | MpD     | António Mendes Gonçalves                        |
| São Domingos          | São Domingos       |         | MpD     | José Luís do Livramento Monteiro Alves do Brito |
| São Domingos          | São Domingos       |         | MpD     | Aniceto Federico Gonçalves Tavares              |
| São Filipe            | São Filipe         |         | PAICV   | Pedro Verona Rodrigues Pires                    |
| São Filipe            | São Filipe         |         | PAICV   | Júlio Lopes Correia                             |
| São Filipe            | São Filipe         |         | PAICV   | Onestaldo Ferreira Fontes Gonçalves             |
| São Filipe            | São Filipe         |         | MpD     | Armando Augusto Varela Hopffer Barreto          |
| São Nicolau           | São Nicolau        |         | MpD     | Amílcar Fernandes Spencer Lopes                 |
| São Nicolau           | São Nicolau        |         | MpD     | Teófilo de Figueiredo Almeida Silva             |
| São Vicente           | São Vicente        |         | MpD     | António Gualberto do Rosário                    |
| São Vicente           | São Vicente        |         | MpD     | Humberto André Cardoso Duarte                   |
| São Vicente           | São Vicente        |         | MpD     | António Jorge Delgado                           |
| São Vicente           | São Vicente        |         | MpD     | José Pires dos Santos                           |
| São Vicente           | São Vicente        |         | MpD     | João Baptista Ferreira Medina                   |
| São Vicente           | São Vicente        |         | MpD     | António Tomar                                   |
| São Vicente           | São Vicente        |         | MpD     | António Pedro dos Santos Rodrigues              |
| São Vicente           | São Vicente        |         | MpD     | Alice Dines Soares Alves                        |
| São Vicente           | São Vicente        |         | PAICV   | Manuel Inocêncio Sousa                          |
| São Vicente           | São Vicente        |         | PAICV   | Leonildo Cirilo Monteiro                        |
| São Vicente           | São Vicente        |         | PAICV   | Mário Anselmo Couto Matos                       |
| Tarrafal              | Tarrafal           |         | MpD     | Mário Gomes Fernandes                           |
| Tarrafal              | Tarrafal           |         | MpD     | João Tavares de Pina                            |
| Tarrafal              | Tarrafal           |         | MpD     | José Luís Barros Monteiro Lopes                 |
| Tarrafal              | Tarrafal           |         | PAICV   | Lucio Matias de Sousa Mendes                    |
| Diáspora caboverdiana | África             |         | PAICV   | António Pedro Duarte                            |
| Diáspora caboverdiana | África             |         | MpD     | Victor Afonso Gonçalves Fidalgo                 |
| Diáspora caboverdiana | América            |         | PAICV   | Franscisco de Pina Hernandes                    |
| Diáspora caboverdiana | América            |         | MpD     | Emelinda Maria Vicente Spínola Lima Barros      |
| Diáspora caboverdiana | Europa             |         | MpD     | Eugénio Augusto Pinto Inocêncio                 |
| Diáspora caboverdiana | Europa             |         | PAICV   | Arnaldo Andrade Ramos                           |